# Thecorchus
Thecorchus é um género botânico pertencente à família Rubiaceae.

## Espécies
1. ↑  «Thecorchus — World Flora Online». www.worldfloraonline.org. Consultado em 19 de agosto de 2020